# Josef Hämel

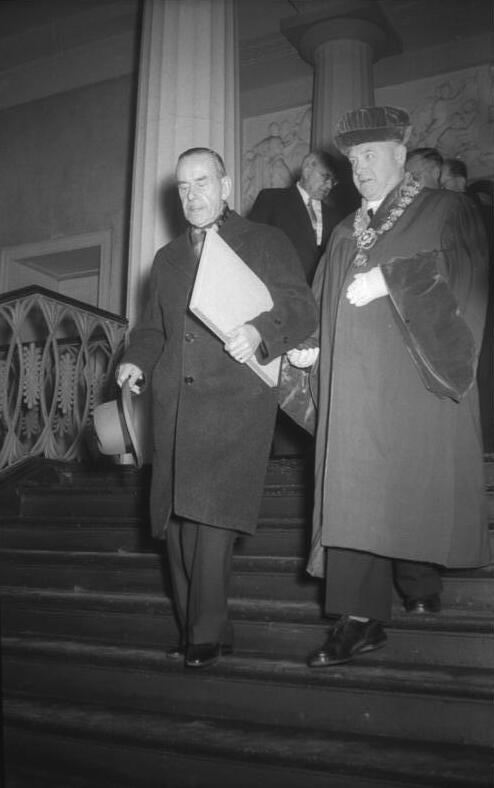
Josef Hämel (rechts) als Rektor mit Thomas Mann 1955

Josef Hämel (* 18. November 1894 in Straubing; † 9. April 1969 in München) war ein deutscher Dermatologe und Hochschullehrer.

## Leben
Josef Hämel wurde als Sohn des Bezirksschulrats Adalbert Hämel geboren, sein älterer Bruder war der Romanist Adalbert Josef (1885–1952). Josef Hämel absolvierte das Gymnasium in Straubing, nahm als Kavallerist am Ersten Weltkrieg teil und studierte ab November 1918 Medizin an der Universität Würzburg. Im Juni 1922 bestand er das Staatsexamen und einen Monat später wurde er promoviert. Im Dezember 1922 erhielt er die Approbation. Er arbeitete zwei Jahre lang als Volontärassistent unter Wilhelm Kolle am Institut für experimentelle Therapie in Frankfurt am Main.
Ab Januar 1925 arbeitete er an der Universitätshautklinik Würzburg, wo er 1928 zum Oberarzt ernannt und 1929 unter der Leitung von Karl Zieler 1929 habilitiert wurde. 1934 wurde er zum außerordentlichen Professor ernannt.
Er war Teilnehmer der 1915 von Assistenten der Würzburger Universitätskliniken gegründeten Freitagsgesellschaft (Würzburg). Die Referierabende durchführende Gesellschaft löste sich, nachdem die Mitglieder eine leitende Universitätsstelle erhalten habe, 1932/1933 auf.
Hämel trat zum 1. Mai 1933 in die NSDAP (Mitgliedsnummer 3.564.220) und im selben Jahr in die SA ein. Infolge der Entlassung von jüdischen Hochschullehrern übernahm er am 1. April 1935 zunächst vertretungsweise und am 1. Juni planmäßig die Professur für Dermatologie an der Universität Greifswald. Schon ein halbes Jahr später, zum 1. Oktober 1935, wurde er zum ordentlichen Professor für Dermatologie und Direktor der Universitätshautklinik an die Universität Jena berufen. Der Titel seiner Antrittsvorlesung lautete: „Der Kampf gegen die Geschlechtskrankheiten im neuen Deutschland“. Von 1939 bis 1944 war er Dekan der medizinischen Fakultät. Hämel war in der Nazi-Zeit ein Befürworter der Aberkennung akademischer Titel von jüdischen Medizinern. Während des Zweiten Weltkrieges war er auch als Stabsarzt eingesetzt und vertretungsweise Führer der 2. Studentenkompanie. Im Rahmen der Dissertation des KZ-Arztes Erich Wagner zur Tätowierungsfrage war er Referent.
Im Dezember 1945 wurde Hämel wegen seiner NSDAP-Mitgliedschaft entlassen. Zum 4. Januar 1947 wurde er mit Zustimmung der Sowjetischen Militäradministration wieder auf seinem alten Posten eingesetzt. 1951 wurde er zum Rektor der Universität Jena gewählt und 1953, 1955 und 1957 bestätigt. 1952 wurde Hämel als „Verdienter Arzt des Volkes“ ausgezeichnet. Zum 60. Geburtstag 1954 wurde er Ehrenbürger von Jena und erhielt den Vaterländischen Verdienstorden in Bronze. 1955 erhielt er ein Ehrendoktorat der Universität Jena. 1956 wurde er Mitglied der Leopoldina.
Als es im Zusammenhang mit der 400-Jahr-Feier der Universität Jena 1958 zu einer zunehmenden Politisierung kam, flüchtete Hämel am 21. August nach West-Berlin und später in die Bundesrepublik. Er ließ sich in München nieder. Am 1. April 1959 übernahm er den Lehrstuhl für Dermatologie an der Universität Heidelberg und die Leitung der Universitätshautklinik. Zum 70. Geburtstag wurde er 1964 mit dem Großen Bundesverdienstkreuz ausgezeichnet. Am 31. August 1965 wurde Hämel emeritiert.
Hämel war ab 1924 mit Fedora Hämel, geborene von Crailsheim-Rugland, verheiratet. Die Ehe blieb kinderlos. Er starb 1969 an den Folgen eines Hypernephroms.